# Distretto di Tosya
Il distretto di Tosya (in turco Tosya ilçesi) è uno dei distretti della provincia di Kastamonu, in Turchia.